# 哈瑙新市政廳
哈瑙新市政廳（德語：Neustädter Rathaus）是位於德國城市哈瑙市中心的一座建築，也是哈瑙的市政廳。哈瑙市政廳前的廣場上有一尊格林兄弟的雕像。

## 外部連結
- Neustädter Rathaus bei hanau.de